# Augustyn Kordecki
Augustyn Kordecki (właśc. Klemens Kordecki, herbu Ślepowron; ur. 16 listopada 1603 w Iwanowicach, zm. 20 marca 1673 w Wieruszowie) – zakonnik, prezbiter, paulin, przeor klasztoru paulinów na Jasnej Górze i dowódca obrony klasztoru podczas jego oblężenia (1655) w czasie potopu szwedzkiego (1655–1660), prowincjał, wikariusz generalny oraz definitor prowincji zakonu paulinów w Polsce.

## Życiorys
Klemens Kordecki urodził się w Iwanowicach w ówczesnym województwie kaliskim, w mieszczańskiej rodzinie Marcina herbu Ślepowron i Doroty Kordeckich (Klemens miał starszą siostrę Katarzynę i młodszego brata Tomasza). Jego ojciec w latach 1615–1616 piastował urząd burmistrza Iwanowic. 16 listopada 1603 został ochrzczony w kościele św. Katarzyny w Iwanowicach, a rodzicami chrzestnymi byli Maciej, syn wójta, i Elżbieta Olbińska. Przy ul. Garbarskiej 14 w Iwanowicach stała stara, drewniana chata z XVIII w., która według tradycji uważana była za miejsce jego urodzenia.
Młody Klemens rozpoczął naukę w 1615 w miejscowej szkole parafialnej, którą ukończył z wynikiem bardzo dobrym, więc rodzice postanowili go kształcić dalej. Był wychowankiem gimnazjum jezuitów w Kaliszu. W latach 1624–1628 studiował filozofię w kolegium jezuitów w Kaliszu, a w latach 1628–1633 teologię w kolegium jezuitów w Poznaniu.
Na wybór zakonnej drogi życiowej mogli mieć wpływ spotkani na studiach paulini. Wstąpił do zakonu paulinów mając 30 lat i w dniu 19 marca 1633 przyjął habit z rąk prowincjała o. Bartłomieja Bolesławskiego OSPPE, obierając imię zakonne Augustyn oraz odbywając nowicjat pod kierunkiem o. Adama Kaznowiusza OSPPE na Jasnej Górze. Z powodu panującej jesienią 1633 epidemii, opuścił Jasną Górę, przebywając w folwarku klasztornym w Konopiskach. Ofiarą epidemii padł wtedy mistrz nowicjatu o. Adam Kaznowiusz OSPPE. Na jego miejsce wyznaczono o. Tomasza Bieniaszewicza OSPPE. Po odbyciu nowicjatu wysłano go do Wielunia, gdzie uczył młodzież retoryki. Profesję złożył 25 marca 1634 na Jasnej Górze na ręce prowincjała o. Bartłomieja Bolesławskiego OSPPE. Następnego dnia po złożeniu profesji otrzymał pierwszą tonsurę i cztery niższe święcenia, natomiast 1 kwietnia 1634 przyjął święcenia subdiakonatu. W dwa tygodnie później w Wielką Sobotę 15 kwietnia 1634 otrzymał w Gnieźnie diakonat, a 10 czerwca 1634 święcenia kapłańskie z rąk prymasa abp. Jana Wężyka. Jego lekturą były wtedy takie dzieła jak: Traktat o miłości Bożej św. Franciszka Salezego czy Kazania św. Alberta Wielkiego.
Początkowo zlecono mu pracę wychowawczą, następnie od połowy grudnia 1635 był wykładowcą na Jasnej Górze, a w 1636 mianowano go zastępcą mistrza nowicjatu w formowaniu przyszłych paulinów. Ponownie powierzono mu tę funkcję w październiku 1642. 15 października tegoż roku występował na Jasnej Górze jako (łac. lector conferentiarum), czyli wykładowca teologii moralnej. Ponownie pełnił te obowiązki w Beszowej po dniu 2 marca 1645.
W lipcu 1638 wystąpił jako towarzysz dyskreta jasnogórskiego, czyli przedstawiciela konwentu na kapitułę prowincjalną, na której obrano go przeorem wieluńskim. Zachowały się ślady jego pracy w tym klasztorze, na które wskazuje księga czynszów za lata: 1638, 1639 i 1640. Na zjeździe przeorów i dyskretów, zwołanym 15 lutego 1640 przez ówczesnego generała o. Mikołaja Staszewskiego OSPPE na Jasną Górę, obrano go przedstawicielem prowincji polskiej w Rzymie do rewizji konstytucji zakonnych. Wkrótce jednak tę decyzję cofnięto.
Następnie w czerwcu 1641 był przeorem klasztoru w Wielgomłynach, gdzie pozostał do 27 grudnia, po czym wrócił na Jasną Górę. W październiku 1642 wystąpił jako dyskret konwentu jasnogórskiego na kapitule prowincjalnej. 11 lipca 1643 powierzono mu funkcję przeora w Wieluniu, na skutek rezygnacji o. Tomasza Bieniaszewicza OSPPE. W czerwcu 1644 na kapitule prowincjalnej obrano go drugim definitorem prowincji, jak również przeorem Jasnej Góry. Parę miesięcy później 2 marca 1645 zrezygnował z tego stanowiska i wyjechał do Beszowej, aby pełnić obowiązki podprzeora tamtejszego klasztoru. W związku z otwarciem domu nowicjuszy przy kościele św. Barbary blisko Jasnej Góry 1 października 1646, objął wakujący urząd przeora w Oporowie, który mu powierzył o. Mikołaj Staszewski OSPPE. Na kapitule prowincjalnej 25 sierpnia 1647 obrano go czwartym definitorem prowincjalnym oraz przeorem klasztoru w Pińczowie, gdzie podczas jego urzędowania rozpoczęto budowę nowych organów w miejscowym kościele św. Jana. Zachowały się też informacje o udzielanym przez niego ślubie i dwóch chrztach. Następnie 10 maja 1650, obrano go pierwszym definitorem prowincji, jej dyskretem na kapitułę generalną, jak również przeorem Jasnej Góry. 26 maja 1650 wyjechał na prowincję węgierską. W wyniku kolejnych wyborów na kapitułach prowincjalnych w lipcu 1653 został trzecim definitorem prowincjalnym i przeorem Jasnej Góry do 18 lutego 1657, a od 1 maja 1660 prowincjałem polskim. Na kapitule generalnej na Węgrzech w Máriavölgy, w maju 1663 otrzymał w czwartym decydującym głosowaniu połowę głosów na urząd generała zakonu, którym został o. Paweł Iwanowicz OSPPE, jako starszy profesją. Ojca Kordeckiego obrano wikariuszem generalnym, ale wyboru nie przyjął. Na następnych kapitułach prowincjalnych obrano go: 4 lipca 1663 przeorem Jasnej Góry, 3 sierpnia 1666 wikariuszem prowincji i przeorem Jasnej Góry, 12 sierpnia 1669 przeorem Jasnej Góry, a 7 kwietnia 1671 prowincjałem polskim.
Za czasów Kordeckiego na Jasnej Górze kwitło życie muzyczne, działała tam kapela wokalno–instrumentalna, złożona z zakonników oraz osób świeckich. 22 czerwca 1670 podpisał on w imieniu klasztoru dokument, który regulował relacje pomiędzy zgromadzeniem a muzykami świeckimi. Ze strony muzyków dokument podpisał ówczesny dyrygent zespołu (łac. Magister Capellae) o. Władysław Leszczyński OSPPE.
Łącznie pełnił dwukrotnie obowiązki przeora w Wieluniu, ponadto był przeorem w Wielgomłynach, Oporowie i w Pińczowie. Aż sześć razy obierano go przeorem Jasnej Góry. Trzy razy był prowincjałem polskiej prowincji. Ponadto kandydował na urząd generała zakonu. Obierano go również wikariuszem generalnym oraz czterokrotnie definitorem prowincji.

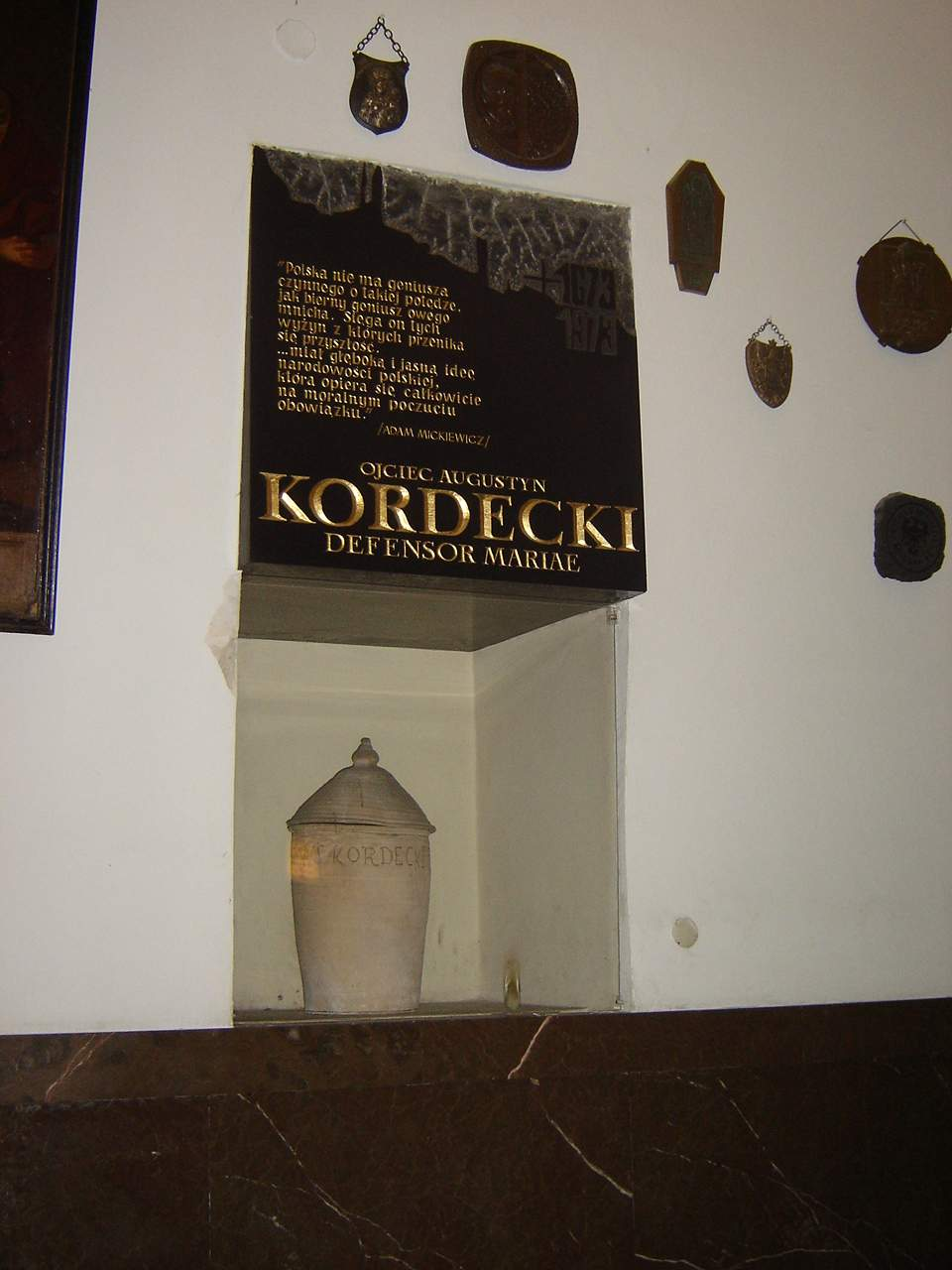
Urna z prochami o. Augustyna Kordeckiego (kaplica Matki Boskiej Częstochowskiej na Jasnej Górze)

Ojciec Augustyn Kordecki zmarł, będąc prowincjałem podczas wizytacji klasztoru w Wieruszowie po zasłabnięciu w otoczeniu modlących się współbraci 20 marca 1673, około godziny 16:00. Uroczystości pogrzebowe odbyły się nazajutrz. Kondukt prowadziło trzech paulinów z przeorem wieruszowskim, a zarazem wikariuszem prowincji ojcem Konstantym Jaroszewskim OSPPE. Ciało, pochowano po przewiezieniu na Jasną Górę, 24 marca, obok ciała o. Grzegorza Tereckiego OSPPE pod ołtarzem św. Antoniego Opata w kaplicy św. Pawła Pierwszego Pustelnika. W 1704 przeniesiono jego szczątki do krypty pod kaplicą cudownego obrazu i złożono w osobnej urnie, w najbardziej zaszczytnym miejscu: pod ołtarzem Matki Bożej i oznaczono nazwiskiem Kordeckiego. Obecnie urna z prochami znajduje się w drugiej części kaplicy Matki Bożej, w bocznej ścianie, za szkłem. Był wzorowym zakonnikiem, pracowitym, zręcznym i zapobiegliwym w administracji. Mężnym i pokornym oraz mającym szczególną cześć i nabożeństwo do Matki Bożej. Można dodać, że monstrancja, z którą miał prowadzić procesję podczas walk ze Szwedami, bywa używana tylko podczas najważniejszych świąt.

### Potop szwedzki

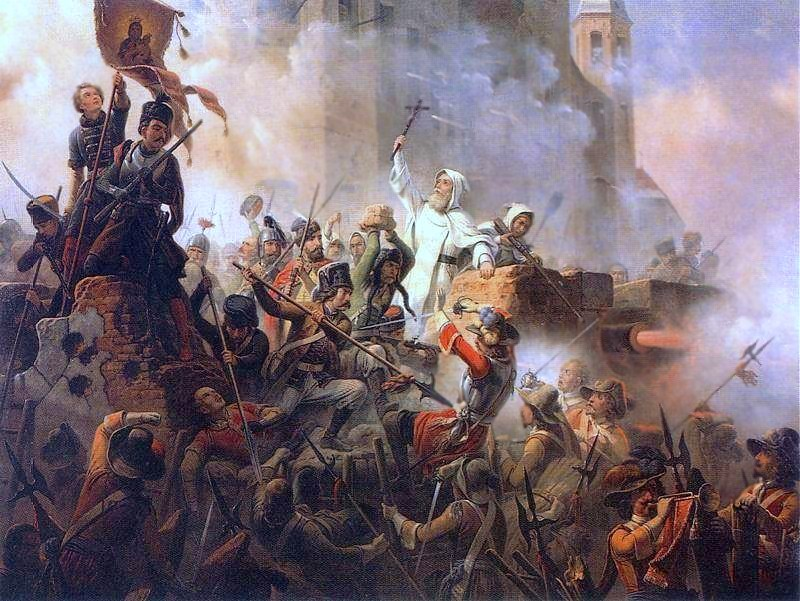
Obrona Jasnej Góry na obrazie Januarego Suchodolskiego

Podczas potopu szwedzkiego w 1655 za cel postawił sobie uchronienie Jasnej Góry przed rabunkami i dewastacją ze strony wojsk szwedzkich. W tym celu ukrył obraz Matki Boskiej Częstochowskiej, a w kaplicy umieścił jego kopię. Wysłał do króla Karola X Gustawa list – przechowywany obecnie w archiwum w Sztokholmie, w którym zgadzał się poddać twierdzę w zamian za gwarancję nienaruszalności sanktuarium. Kiedy jej nie otrzymał, zdecydował się zbrojnie bronić Jasnej Góry. Dowodził obroną twierdzy jasnogórskiej przez cały okres oblężenia: od 18 listopada do 27 grudnia 1655.
W opinii prof. Idziego Panica o. Augustyn działał w sposób przemyślany i okazał się skutecznym obrońcą, a list do króla szwedzkiego miał na celu odwleczenie ataku.

## Publikacje
Jest autorem dzieła „Nova Gigantomachia”, rękopisu – pamiętnika, pisanego w języku łacińskim z 1655 znajdującego się w zbiorach biblioteki jasnogórskiej. W 1858 dzieło to zostało przetłumaczone na język polski przez Józefa Łepkowskiego i wydane jako „Pamiętnik oblężenia Częstochowy”.
- Augustyn Kordecki, Nova Gigantomachia, Contra Sacram Imaginem Deiparæ Virginis à Sancto Luca depictam, Et In Monte Claro Częstochouiensi Apud Religiosos Patres Ordinis S. Pauli Primi Eremitæ, in celeberrimo Regni Poloniæ Cœnobio collocatam, PerSuecos & alios Hæreticos excitata, E T Ad perpetuam beneficiorum Gloriosæ Deiparæ Virginis recordationem, fuccessuræ posteritati fideliter conscripta A R. P. Fr. Avgvstino Kordecki prædićti Ordinis, protune Clari Montis Priori. Anno Domini M.DC.LV, Kraków: In Officina Vidue es Heredum Francisci Cæsarij, S.R.M. Typ, OCLC 458024883 (łac.). Brak numerów stron w książce
- Augustyn Kordecki, Józef Łepkowski, Nowa Gigantomachia. Pamiętnik oblężenia Częstochowy roku 1655 napisany po łacinie przez X. Augustyna Kordeckiego Przeora Konwentu Jasnogórskiego, Warszawa: Nakład i druk S. Orgelbranda, 1858, OCLC 804220206. Brak numerów stron w książce

## Pamiątki po ojcu Augustynie Kordeckim
Do najcenniejszych pamiątek pozostawionych przez ojca Augustyna Kordeckiego zalicza się:
- Złotą Monstrancję tzw. Kordeckiego z 1672 artysty Wacława Grottkego, będącą jego wotum dla Matki Bożej za zwycięstwo nad Szwedami (zbiory jasnogórskie)
- Bursztynowy różaniec z medalionem, z 14 tajemnicami (zbiory jasnogórskie)[10]
- List do generała Burcharda Müllera von der Lühnena z 21 listopada 1655 (Archiwum Królestwa Szwedzkiego w Sztokholmie (szw. Riksarkivet))[7][11]

W swym pamiętniku oblężenia Częstochowy – Nowej Gigantomachii, napisał m.in.:

Pilnie na to zważać potrzeba, żeśmy się podjęli bronić Kościoła Bożego i dobra całej najdroższej Ojczyzny. (...) Milczymy o najpiękniejszym, a zarazem koniecznym obowiązku obstawania przy Bogu i oddania za Niego ochotnie naszego życia. A zatem – chociażbyśmy wiedzieli, że nieprzyjaciel przemoże nasze siły, przecież jak długo sposobność pozwoli i duch w ciele pozostanie, będzie to zawsze chlubną i zbawienną rzeczą odważnie za Boga walczyć.

## Upamiętnienie w kulturze i sztuce

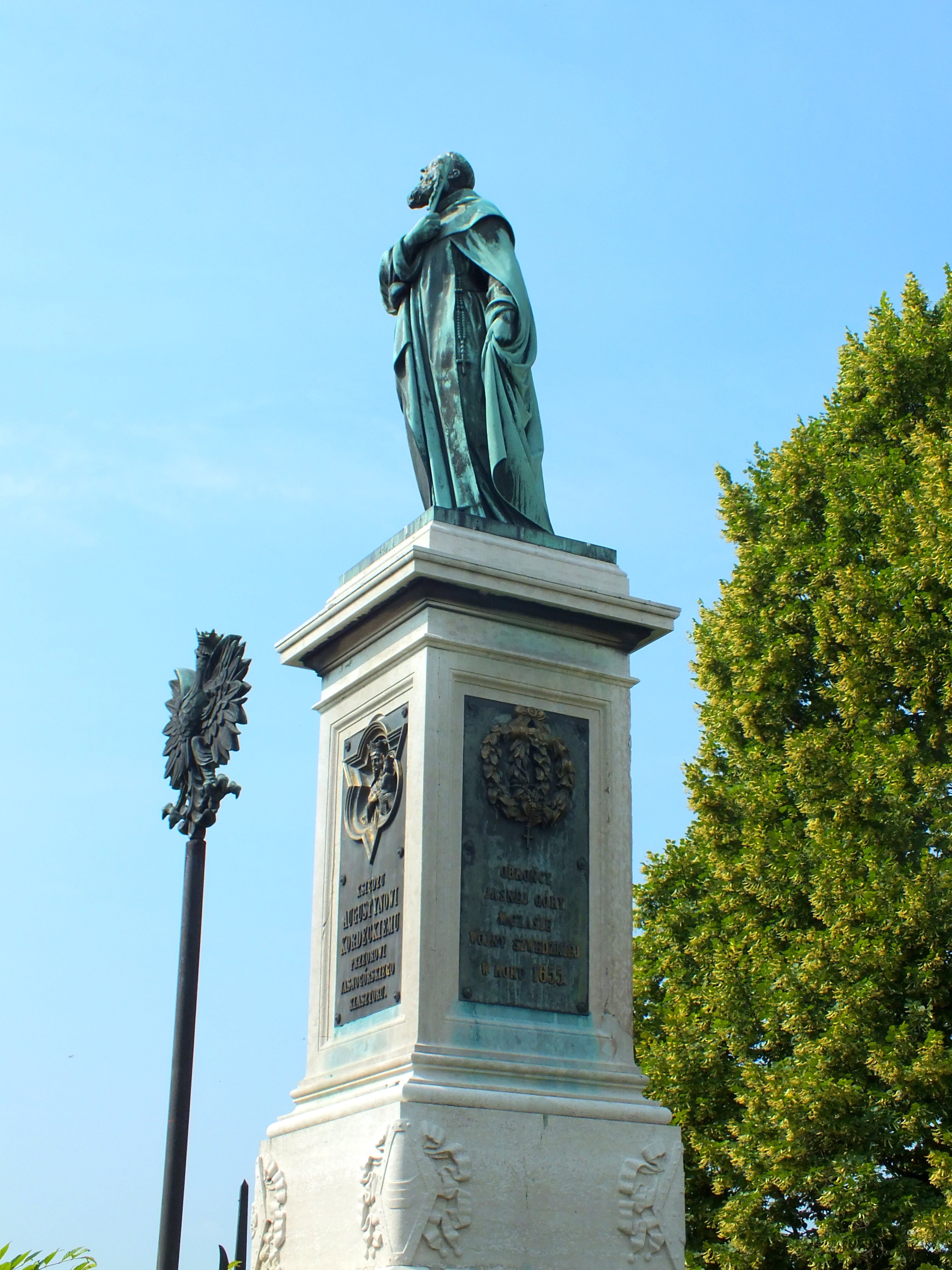
Pomnik Kordeckiego na Jasnej Górze

Wiele uwagi w literaturze i sztuce poświęcono ojcu Augustynowi Kordeckiemu.
- W 1852 ukazała się powieść historyczna, napisana przez Józefa Ignacego Kraszewskiego Kordecki[2]. Postać bohaterskiego ojca ukazana jest również w trylogii Henryka Sienkiewicza, w jednej z jego części Potop[2]. Elżbieta Bośniacka napisała w 1872 dramat Przeor Paulinów[2]. Podobny dramat napisała również Maria Gerson-Dąbrowska Obrona Częstochowy[2]. Wielu poetów poświęciło mu swoje wiersze, m.in.: Cyprian Kamil Norwid, Teofil Lenartowicz, Wincenty Pol, Jan Kasprowicz czy Stanisław Wyspiański[2]. W 2003 wydana została książka Czesława Ryszki Przeor Kordecki.
- Ludwik Kondratowicz w 1858 w utworze Wrażenie pielgrzyma tak o nim m.in. pisał[13]:

     Kto ramię Kordeckiego do potęgi budzi,

Co dwanaście tysięcy zgromił w trzysta ludzi?

Ty, Pani z Jasnej Góry! – Twoje to staranie,

Co hufce archanielskie masz na zawołanie, (...)

     Nad basztami w obłokach – czy wy go widzicie? –

Unosi się ksiądz stary w śnieżystym habicie.

Rozeznać z siwej brody i z wyniosłej głowy,

Że dusza Kordeckiego strzeże Częstochowy.

- Na temat o. Kordeckiego mówił na wykładach paryskich Adam Mickiewicz, m.in.:

Polska nie wydała geniusza czynnego o takiej potędze, jaką miał geniusz bierny owego mnicha. Wznosi się on do tej wysokości, z której przenika się w przyszłość (...). Kordecki jest jednym z tych ludzi, których Opatrzność zsyła od czasu do czasu jako wzory dla następnych pokoleń. Nigdy idea polska nie znalazła równie pełnego wcielenia jak w nim.

- Jego postać ukazana jest na wielu obrazach, z których najważniejsze to:
  - January Suchodolski: Obrona Jasnej Góry (1845)
  - Władysław Łuszczkiewicz: Obrona Częstochowy przez księdza Kordeckiego (1848)[2]
  - Leon Kapliński: Obrona Częstochowy (1855)[2]
  - Leszek Piasecki: Ojcowie Paulini i załoga jasnogórska bronią twierdzy jasnogórskiej w czasie potopu szwedzkiego (1955)
- W drugiej połowie XIX wieku i w pierwszych latach XX wieku namalowali postać o. Kordeckiego: Jan Matejko: Ksiądz Kordecki na murach Częstochowy, Cyprian Kamil Norwid: (rysunek Kordecki na Wałach Częstochowy), a także Michał Elwiro Andriolli, Walery Eliasz-Radzikowski, Henryk Siemiradzki, Włodzimierz Tetmajer, Henryk Rodakowski, Piotr Stachiewicz i Kazimierz Alchimowicz[2].
- W 1934 nakręcono film Przeor Kordecki – obrońca Częstochowy w reżyserii Edwarda Puchalskiego, z główną rolą Karola Adwentowicza[14], z kolei w nominowanym do Oscara Potopie z 1974 w reżyserii Jerzego Hoffmana rolę Kordeckiego grał Stanisław Jasiukiewicz.
- Na jego cześć wzniesiono pomniki. Najokazalszy z 1859 znajduje się na Jasnej Górze dłuta Henryka Stattlera. Rzeźba o. Kordeckiego, Teofili Certowiczówny znajduje się w Krakowie na Skałce[2]. Płaskorzeźbę Kordecki przyjmuje parlamentarzystów wykonał Teofil Lenartowicz, poeta i rzeźbiarz. Z kolei Wacław Przybylski wykonał płaskorzeźbę Kordecki zagrzewający do boju[2].
- Z okazji 300-lecia urodzin ufundowano tablicę pamiątkową w Iwanowicach, w kościele, w którym został ochrzczony[2]. W Szczytnikach przy drodze prowadzącej do Kalisza ufundowano pomnik kamienny, poświęcony 30 października 1938 przez kard. Augusta Hlonda, w obecności marszałka Edwarda Rydza-Śmigłego i bp. polowego Józefa Gawliny[2]. W czasie okupacji Niemcy zniszczyli ten kamienny monument, pozostawiając jedynie granitowe ogrodzenie[2]. Staraniem o. Konstancjusza Kunza OSPPE, przeora Jasnej Góry został zbudowany – przy współpracy z proboszczem Iwanowic ks. Janem Kaliszewskim – wg projektu prof. Leona Machowskiego – nowy pomnik z okazji 600-lecia Jasnej Góry na miejscu dawnego[2]. Poświęcił go uroczyście kard. Józef Glemp 19 września 1982[2]. 6 maja 1973 kard. Karol Wojtyła poświęcił specjalną tablicę w Wieruszowie ku jego czci[2].
- 26 sierpnia 1982 Poczta Polska wyemitowała w serii 600-lecie obecności Obrazu Janogórskiego znaczek pocztowy z wizerunkiem o. Augustyna Kordeckiego z obrazu „Oblężenie Jasnej Góry przez Szwedów w 1655”, projektu Ryszarda Dudzickiego o nominale 2,50 zł w nakładzie 6 415 000 sztuk[15]. 18 listopada 2023 wprowadzono do obiegu inny znaczek pocztowy Ojciec Augustyn Kordecki – bohaterski przeor i obrońca Jasnej Góry, projektu Rocha Stefaniaka o nominale 3,90 zł w nakładzie 128 000 sztuk (wraz z kopertą FDC)[16].
- Decyzją Konferencji Episkopatu Polski rok 2023 ogłoszono rokiem jubileuszowym o. Augustyna Kordeckiego[17].